# Supercoppa cipriota (pallavolo maschile)
La Supercoppa cipriota è una competizione pallavolistica per squadre di club cipriote maschili, organizzata con cadenza annuale dalla KOP.

## Edizioni
| Edizione      | Edizione          | Podio         | Podio         | Podio         |
| Anno          | Sede della finale | Campione      | Risultato     | Finalista     |
| ------------- | ----------------- | ------------- | ------------- | ------------- |
| 1993 Dettagli | Limassol          | Anorthōsīs    | 3 - 0         | Nea Salamis   |
| 1994 Dettagli | Limassol          | Anorthōsīs    | 3 - 1         | Nea Salamis   |
| 1995 Dettagli | Egkōmī            | Anorthōsīs    | 3 - 0         | Omonia        |
| 1996 Dettagli | Egkōmī            | Anorthōsīs    | 3 - 1         | APOEL         |
| 1997 Dettagli | Egkōmī            | Pafiakos      | 3 - 0         | Anorthōsīs    |
| 1998 Dettagli | Egkōmī            | Nea Salamis   | 3 - 2         | Anorthōsīs    |
| 1999 Dettagli | Egkōmī            | Nea Salamis   | 3 - 0         | Omonia        |
| 2000 Dettagli | Egkōmī            | Nea Salamis   | 3 - 0         | Pafiakos      |
| 2001 Dettagli | Egkōmī            | Nea Salamis   | 3 - 2         | Anorthōsīs    |
| 2002 Dettagli | Pafo              | Nea Salamis   | 3 - 1         | Dionysos      |
| 2003 Dettagli | Egkōmī            | Nea Salamis   | 3 - 0         | APOEL         |
| 2004 Dettagli | Egkōmī            | Anorthōsīs    | 3 - 1         | Pafiakos      |
| 2005 Dettagli | Katō Polemidia    | Anorthōsīs    | 3 - 1         | Nea Salamis   |
| 2006 Dettagli | Egkōmī            | Pafiakos      | 3 - 0         | Omonia        |
| 2007 Dettagli | Katō Polemidia    | Dionysos      | 3 - 1         | Anorthōsīs    |
| 2008 Dettagli | Limassol          | Pafiakos      | 3 - 0         | Anorthōsīs    |
| 2009 Dettagli | Larnaca           | Anorthōsīs    | 3 - 2         | Omonia        |
| 2010 Dettagli | Limassol          | Karavas       | 3 - 1         | Anorthōsīs    |
| 2011 Dettagli | Limassol          | Nea Salamis   | 3 - 0         | Anorthōsīs    |
| 2012 Dettagli | Limassol          | Karavas       | 3 - 2         | Anorthōsīs    |
| 2013 Dettagli | Limassol          | Nea Salamis   | 3 - 2         | Karavas       |
| 2014 Dettagli | Larnaca           | Omonia        | 3 - 0         | Anorthōsīs    |
| 2015 Dettagli | Larnaca           | Omonia        | 3 - 1         | Karavas       |
| 2016 Dettagli | Larnaca           | Omonia        | 3 - 0         | Nea Salamis   |
| 2017 Dettagli | Limassol          | Omonia        | 3 - 2         | Pafiakos      |
| 2018 Dettagli | Larnaca           | Omonia        | 3 - 2         | Pafiakos      |
| 2019 Dettagli | Katō Polemidia    | Omonia        | 3 - 1         | Pafiakos      |
| 2020          | -                 | Non disputata | Non disputata | Non disputata |
| 2021 Dettagli | Larnaca           | Omonia        | 3 - 0         | Paralimni     |
| 2022 Dettagli | Larnaca           | Nea Salamis   | 3 - 2         | Omonia        |
| 2023 Dettagli | Larnaca           | Omonia        | 3 - 1         | Anorthōsīs    |
| 2024 Dettagli | Egkōmī            | Pafiakos      | 3 - 0         | Omonia        |

## Palmarès
| Squadra     | Titolo | Edizione                                             |
| ----------- | ------ | ---------------------------------------------------- |
| Nea Salamis | 9      | 1998, 1999, 2000, 2001, 2002, 2003, 2011, 2013, 2022 |
| Omonia      | 8      | 2014, 2015, 2016, 2017, 2018, 2019, 2021, 2023       |
| Anorthōsīs  | 7      | 1993, 1994, 1995, 1996, 2004, 2005, 2009             |
| Pafiakos    | 4      | 1997, 2006, 2008, 2024                               |
| Karavas     | 2      | 2010, 2012                                           |
| Dionysos    | 1      | 2007                                                 |